# Joe Davis
Joe Davis, OBE, angleški igralec snookerja in angleškega biljarda, * 15. april 1901, Whitwell, Derbyshire, Anglija, † 10. julij 1978, Andover, Hampshire, Anglija.

## Kariera
Davis je postal poklicni igralec biljarda z 18 leti, nase je opozoril že pri 13, ko je osvojil Prvenstvo Chesterfielda. Leta 1926 se je prvič prebil v finale Svetovnega prvenstva v angleškem biljardu, a je bil tam neuspešen, saj je izgubil proti branilcu naslova Tomu Newmanu. V finale se je uvrstil tudi naslednje leto, a ga je Newman porazil še drugič zapored. Davis je potrdil znano reklo, ko je leta 1928 še tretjič zapored igral v finalu in tedaj zmagal, njegov nasprotnik v finalu je bil znova Newman. Svetovni prvak v angleškem biljardu je postal nato še v letih 1929, 1930 in 1932, na prvih dveh prvenstvih je bil njegov nasprotnik v finalu še enkrat več Newman, zadnjič (leta 1932) pa je bil v finalu boljši od Novozelandca Clarka McConachyja. V finalu Svetovnega prvenstva je potem igral še dvakrat, v letih 1933 in 1934 ga je obakrat premagal Avstralec Walter Lindrum.
Istočasno kot vrhunec njegove kariere v angleškem biljardu je prišel tudi višek njegove kariere v snookerju. Davis je namreč gojil veliko zanimanje za ta biljardni šport, ki tedaj ni bil tako priljubljen kot angleški biljard. Leta 1927 je tako pomagal prirediti prvo Svetovno prvenstvo v snookerju v zgodovini in ga nato tudi osvojil, v finalu je premagal Toma Dennisa z izidom 20-10, za kar je pobral denarno nagrado 6 funtov in 10 šilingov. Svetovno prvenstvo je odtlej brez vsakršne odmevnosti potekalo vsako leto in Davis je osvajil vsa prvenstva od leta 1927 do leta 1940. V športu snookerja se je tedaj vse bolj uveljavljal Joejev mlajši brat Fred, ki je kasneje trikrat osvojil Svetovno prvenstvo. Joe in Fred sta se tudi pomerila v finalu Svetovnega prvenstva 1940, boljši je bil Joe, ki je slavil s tesnim izidom 37-36.
Svetovno prvenstvo nato zaradi izbruha druge svetovne vojne ni bilo prirejeno vse do leta 1946, ko je z izidom 78-67 znova zmagal Joe Davis, njegov nasprotnik v finalu je bil Avstralec Horace Lindrum. Davis je s tem slavil še 16. zapored, s čimer je nepretrgoma držal naslov svetovnega prvaka že 20 let. Po zmagi leta 1946 se je umaknil in ni več nastopal na Svetovnih prvenstvih, s čimer je do danes ostal edini neporaženi igralec Svetovnih prvenstev v snookerju.
Davis je dalje dokazoval, da še ni za staro šaro, ko je v 50. letih redno sodeloval na turnirju News of the World Championship in ga trikrat tudi osvojil. S tremi naslovi je tudi največkrat osvojil turnir, brat Fred Davis in bodoči svetovni prvak John Pulman sta njegova najbližja zasledovalca s po dvema naslovoma. Leta 1955 se je Joe Davis zapisal v zgodovino, ko je dosegel prvi uradno priznani niz 147 točk v športu snookerja, niz mu je uspel med ekshibicijskim dvobojem v dvorani Leicester Square Hall, katere se je tedaj držal sloves meke za biljardne navdušence. Leta 1930 je postal tudi prvi igralec v zgodovini, ki je dosegel niz vsaj 100 točk.
V 50. letih si je Davis prizadeval razširiti nov šport, imenovan snooker plus. Slednji se je od klasičnega snookerja razlikoval po tem, da je na mizi vseboval še dve dodatni barvni krogli (oranžno in vijolično), s čimer so bili mogoči tudi višji točkovni nizi kot pri klasičnem snookerju. Igra se nikoli ni zares prijela. Davis je bil za svoje zasluge v angleškem biljardu in snookerju leta 1963 nagrajen z Redom britanskega imperija. Od poklicnega igranja snookerja se je upokojil leta 1964.

## Smrt
Joe Davis je leta 1978 umrl dva meseca po tem, ko je gledal svojega brata Freda igrati v polfinalu Svetovnega prvenstva proti Južnoafričanu Perrieju Mansu. Fred je dvoboj sicer izgubil z izidom 16-18.
V Davisovem zadnjem prebivališču, majhni vasici Whitwell, so kasneje njemu v čast odprli spominsko ploščo. 23. julija 2008 je umrla še njegova vdova June, s katero se je Davis poročil leta 1945. June je bila ob smrti stara 98 let.

## Osvojeni turnirji

### Snooker
- Svetovno prvenstvo - 1927, 1928, 1929, 1930, 1931, 1932, 1933, 1934, 1935, 1936, 1937, 1938, 1939, 1940, 1946
- News of the World Championship - 1950, 1953, 1956

### Angleški biljard
- Svetovno prvenstvo - 1928, 1929, 1930, 1932